# Bút gel

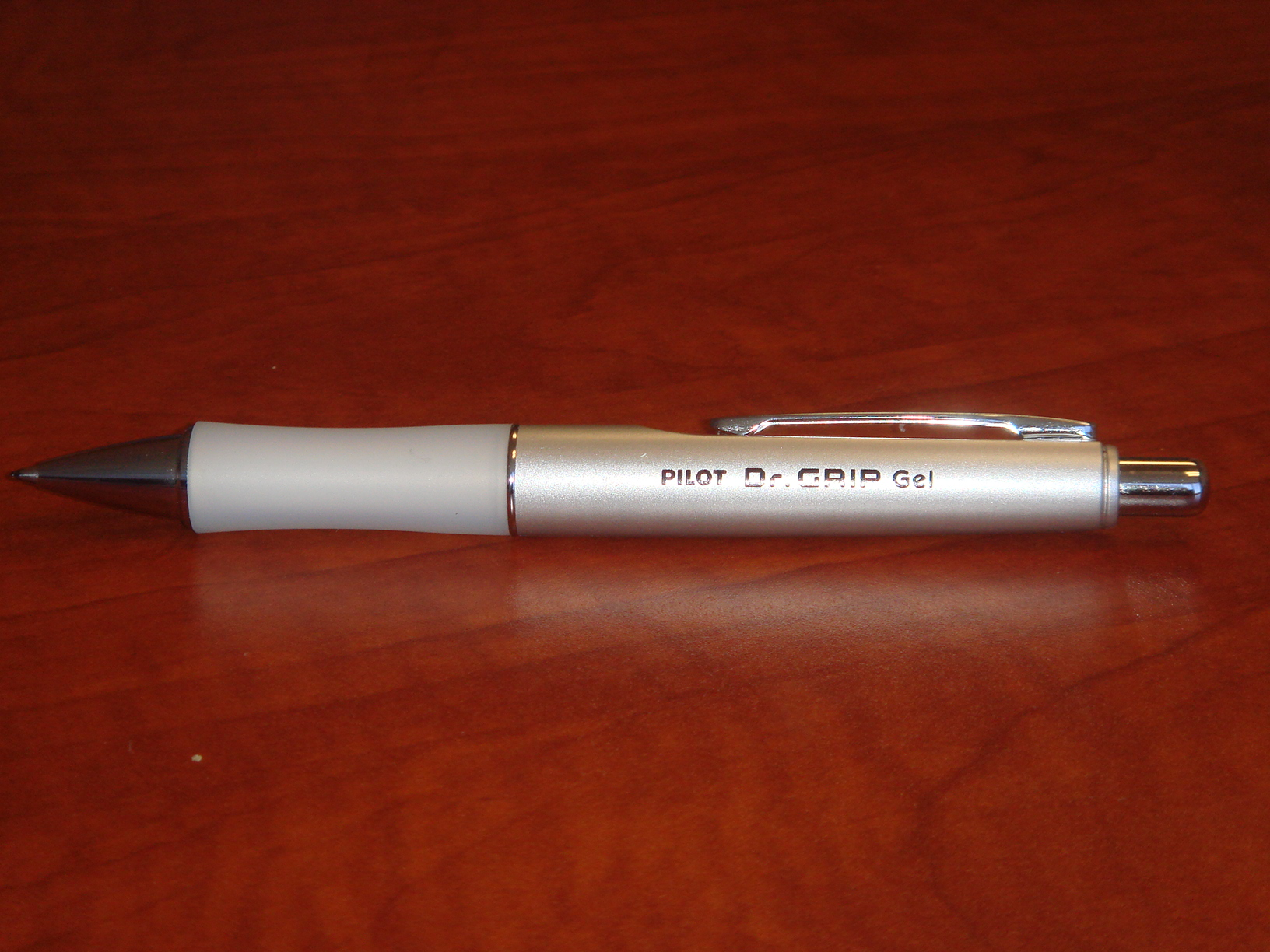
Một loại bút gel trắng

Gel pen (hay bút gel) là loại bút sử dụng mực trong đó bột màu được treo trong gel dạng nước. Bởi vì mực dày và mờ, nó xuất hiện rõ ràng hơn trên các bề mặt tối hoặc trơn hơn so với các loại mực thông thường được sử dụng trong bút bi hoặc bút cảm ứng. Bút gel có thể được sử dụng cho nhiều loại văn bản và minh họa.
Thiết kế chung của bút gel tương tự như bút mực thông thường, với một cái thùng chứa cơ chế viết và nắp, và một bình chứa đầy mực. Các thùng có thể được tạo ra trong nhiều kích cỡ và thiết kế khác nhau; một số có kẹp ngón tay bằng cao su hoặc nhựa. Kích thước của đầu ngòi hoặc đầu bút dao động từ 0,18 mm (0,0071 in) đến 1,5 mm (0,059 in).